# Duda-Epureni
Duda-Epureni est une commune roumaine située dans le județ de Vaslui.